# Klaus Mahnert
Klaus Mahnert (* 27. März 1913 in Marburg an der Drau; † 31. Jänner 2005 in Innsbruck) war österreichischer Gauinspektor für Tirol und Vorarlberg in Österreich in der Zeit des Nationalsozialismus, Gemeinderat von Innsbruck und Abgeordneter der FPÖ zum österreichischen Nationalrat.

## Leben
Mahnert besuchte die Volksschule in Mürzzuschlag und das Gymnasium in Innsbruck. Nach Abschluss der Matura 1931 studierte er für fünf Semester Rechts- und Staatswissenschaften an der Universität Halle und brach das Studium danach ab. Während seines Studiums wurde er, wie sein Vater Ludwig Mahnert zuvor, 1931 Mitglied der Burschenschaft Alemannia auf dem Pflug (heute Burschenschaft der Pflüger Halle zu Münster). Schließlich wurde er Verlagskaufmann. Mahnert war mit Hanna Mahnert verheiratet, das Paar hatte drei Söhne.

## Karriere in der Zeit des Nationalsozialismus
Mahnert trat zum 19. Juni 1931 der NSDAP bei (Mitgliedsnummer 512.506) und spielte bereits 1934 beim Juliputsch der Nationalsozialisten in Innsbruck eine wichtige Rolle. Er war damals „Brigadeinspekteur“ der SA für Tirol und sollte nach der Ermordung des Polizeioffiziers Franz Hickl den Aufstand in Innsbruck auslösen, wozu er sich aber angesichts der Niederschlagung des Aufstandes in Wien nicht entschließen konnte. Im Zuge der polizeilichen Ermittlungen zur Ermordung Franz Hickls kam man auch der Tiroler Brigadeführung der SA auf die Spur. Mahnert konnte mit anderen am 13. Mai 1935 verhaftet werden; ein gegen ihn eingeleitetes Verfahren wegen Hochverrats wurde nach vier Monaten unter der Auflage eingestellt, dass Mahnert Österreich verlassen müsse. Im Reich überwarf sich Mahnert mit der SA-Führung und wurde von der SS übernommen, die seit langem versucht hatte, die führenden Personen der illegalen NSDAP für sich zu gewinnen.
Nach dem „Anschluss Österreichs“ an das Deutsche Reich begann Mahnerts politische Karriere. Mahnert gehörte zur Gruppe der sogenannten Emigranten, die der Gauleiter von Tirol, Franz Hofer, nach seiner Rückkehr an die Macht im Mai 1938 an die Spitze von Verwaltung und Partei befördert hatte. Mahnert erhielt 1940 den „Blutorden“ für Alte Kämpfer. Er wurde SA-Sturmführer, war Kreisleiter der Imster NSDAP, Gauleiter-Stellvertreter und schließlich Gauinspekteur von Tirol und Vorarlberg. Von der SA wechselte er Anfang 1936 zur SS (SS-Nummer 276.178) und erreichte dort 1944 den Rang eines SS-Obersturmbannführers.

## Karriere in der zweiten Republik
Im Juni 1948 wurde Mahnert zu elf Jahren Haft verurteilt, aber bereits im Dezember 1949 begnadigt. Zwischen 1950 und 1958 war er kaufmännischer Angestellter und danach selbständiger Verlagskaufmann beim Fachverlag für Fremdenverkehr. Von 1966 bis 1973 war er Geschäftsführer der Neuen Front, von 1949 bis 1956 die Parteizeitung des VdU und danach der FPÖ (1973 in Neue Freien Zeitung umbenannt); er blieb dies bis 1981.
Mahnert war 1956 Gründungsmitglied der FPÖ. Von 1965 bis 1973 war er Mitglied im Gemeinderat Innsbruck. In seiner Wahlbroschüre der FPÖ hatte er mit dem Hinweis geworben, seine „politische Tätigkeit als Nationalsozialist gegen das Dollfuß-Schuschnigg-Regime habe zum Abbruch seines Studiums und zu einer fast einjährigen Haft (1933/34)“ geführt, „die sich jedoch als ungeeignetes Mittel erwies, jugendliche Begeisterung zu dämpfen“. Mahnert war vom 9. Juni 1959 bis 30. März 1966 Landesparteiobmannstellvertreter der FPÖ Tirol, von 1967 bis 1968 Vorsitzender des Programmausschusses der FPÖ (Erarbeitung des sog. Bad Ischler Programms) und Mitglied der Bundesparteileitung der FPÖ sowie Abgeordneter zum Nationalrat (IX.-X. GP, 1959–1966). Besonderes Engagement wird Mahnert in der Schul- und Europapolitik sowie in Angelegenheiten von Südtirol zugeschrieben. Im Innsbrucker Gemeinderat wirkte er im Finanzkontrollausschuss, dem Koordinationsausschuss für die XII. Olympischen Winterspiele (1976) und im Wohnungsausschuss mit.

## Ehrungen
- Träger des Verdienstkreuzes des Landes Tirol (1978)
- Ehrenringträger der Landeshauptstadt Innsbruck (1980)
- Ehrenmitglied der FPÖ